# 20. Waffen-Grenadier-Division der SS
La 20. Waffen-Grenadier-Division der SS (estnische Nr. 1) fu costituita nel febbraio 1944 con gli elementi provenienti dalla 3ª Brigata volontari estoni. Alla nascente divisione, denominata originariamente 20. Estnische SS-Freiwilligen-Division, vengono aggregati elementi dell'Ost Battalions Nr. 658, conosciuto anche come allievi di Rebane (in estone, la volpe), del Nr. 659, del Polizei-Füsilier-Bataillon 287 e dei volontari estoni di unità di fanteria finlandese.
Inviata sul fronte orientale, l'8 febbraio 1944 venne aggregata al III. SS-Panzerkorps di Felix Steiner per difendere la testa di ponte sulla Narva, sotto forte pressione dei sovietici.
La divisione andava a irrobustire la linea difensiva presidiata dal 9. e 10. Luftwaffe-Feld-Divisions.
Poco dopo il suo arrivo, il 20 febbraio, giunse l'ordine di cacciare i sovietici che erano riusciti ad infiltrarsi tra le linee tedesche: in nove giorni di durissimi combattimenti, la divisione riuscì a respingere i russi al di là del fiume e a ristabilire il fronte.
La divisione rimase attestata nel settore di Ssivertsi, ingaggiando pesanti combattimenti.
In maggio, la divisione venne riformata in 20. Waffen-Grenadier-Division der SS (Estnische Nr. 1), inglobando anche il Battaglione Narwa. Fu iniziata la coscrizione obbligatoria per gli uomini estoni, e dalla primavera 1944, circa 32 000 uomini erano stati integrati nelle forze tedesche e con il 20. Waffen-Grenadier-Division der SS (Estnische Nr. 1) consistente in circa 15.000 uomini.
A metà settembre, vi fu l'approvazione di Hitler per abbandonare l'Estonia.
Tuttavia moltissimi uomini estoni decisero di rimanere nella propria patria per aggregarsi alla resistenza dei Fratelli della foresta e combattere contro l'imminente occupazione sovietica. Il resto della divisione venne invece trasferito a Neuhammer, per riposare.

## Vistola e Oder, battaglie finali
Riorganizzata (con circa 11.000 estoni e 2.500 tedeschi), ritornò al fronte a febbraio per fronteggiare l'offensiva sovietica sulla Vistola e l'Oder. L'avanzata russa costrinse i tedeschi a ritirarsi al di là dell'Oder, in questo frangente la divisione, insieme con tutto l'XI Corpo d'armata, rimase intrappolata nell'area di Oberglogau-Falkenberg. Il 17 marzo la divisione lanciò un attacco per cercare di rompere l'accerchiamento, invano però. Due giorni dopo, un nuovo tentativo, riuscì a stabilire una breccia nel fronte russo, costringendo però ad abbandonare tutte le armi e gli equipaggiamenti pesanti.
Nell'aprile 1945, i resti della divisione vennero trasferiti a sud, intorno a Goldberg. L'ultima offensiva sovietica della guerra, spinse la divisione ad abbandonare le proprie posizioni e a ritirarsi ad ovest per arrendersi agli americani.
Dopo la marcia sulle montagne del Reichenberg ed Annaberg, la divisione, ormai accerchiata dai russi, accettò la capitolazione l'8 maggio 1945. Alcuni degli estoni catturati dagli alleati occidentali furono riconsegnati ai sovietici, mentre per i sopravvissuti si prospettava una lunga permanenza nei gulag.

## Teatri operativi
- Fronte orientale, marzo 1944 - maggio 1945

## Decorati con la Croce di Cavaliere
In totale furono 5 gli uomini decorati con la Croce di Cavaliere della Croce di Ferro.

## Vicende giudiziarie nel dopoguerra
Il Processo di Norimberga, dichiarando le Waffen SS un'organizzazione criminale, esplicitamente escludeva i coscritti.
Il 13 aprile 1950, un messaggio dall'Alta commissione statunitense in Germania (HICOG), firmata da John McCloy al segretario di stato, chiariva la posizione statunitense al riguardo "Legioni Baltiche:" loro non erano da intendersi come "movimenti," "volontari," o "SS." In breve, non hanno ricevuto l'addestramento, l'indottrinamento, e l'istruzione normalmente data ai membri delle SS. Successivamente la commissione US Displaced Persons nel settembre 1950 dichiarava che:
Le unità baltiche delle Waffen SS (Legioni Baltiche) sono da considerarsi come separate e distinte in propositi, ideologia, attività e qualificazioni per gli aderenti, rispetto alle SS germaniche, e per questo la Commissione pone esse come un movimento non ostile al governo degli Stati Uniti.

## Memoria della divisione in Estonia
Nel 2002, il governo estone forza per la rimozione di un monumento alla divisione eretto nei pressi della cittadina estone di Pärnu. L'iscrizione Agli uomini estoni che si batterono nel 1940-1945 contro il Bolscevismo e per il ripristino dell'indipendenza estone è stata causa di polemiche e controversie, soprattutto perché secondo alcune organizzazioni il monumento, più che commemorare i caduti estoni per l'indipendenza, richiamava "quelli che erano disposti a sacrificare la loro vita per contribuire al raggiungimento della vittoria della Germania nazista". Invece, la maggior parte dei sostenitori del monumento ha chiaramente preso le distanze dall'ideologia nazista [fonte?]. Nel 2004 il monumento è stato nuovamente riaperto in Lihula ma rapidamente rimosso dopo la nuova opposizione del governo estone. Il 15 ottobre 2005 il monumento fu infine aperto sul suolo di un museo privato, l'Estonian Freedon Fighters Museum, nella cittadina di Lagedi, vicino alla capitale Tallinn. Il monumento raffigura un soldato in uniforme militare, con elmetto tedesco della seconda guerra mondiale, la bandiera estone sul polso e la Croce della Libertà sul colletto. Non ci sono simboli nazisti sul monumento, sebbene il monumento stesso abbia generato le polemiche sopracitate.
Nel maggio 2004, il Jerusalem Post riporta la storia circa i piani di alcuni individui estoni di costruire un monumento per le 20.Waffen-Grenadier-Division der SS. La comunità internazionale segue le polemiche, dovute allo status criminale dei non coscritti alle Waffen-SS, dopo le decisioni del Tribunale di Norimberga. Uno dei capi rabbini della Russia, Berl Lazar, condanna l'azione qualificandola come anti-semita.
Il 28 luglio 2007, 300 veterani delle 20th Waffen-Grenadier-Division e di alcune unità della Wehrmacht, inclusi alcuni veterani delle Waffen SS di Austria e Norvegia, si ritrovano in Sinimäe, luogo di una delle battaglie più cruente fra tedeschi e sovietici dell'estate 1944.
Il 23 giugno (Victory Day, festa nazionale estone per ricordare la prima indipendenza nel 1919) del 2009 viene inaugurata in una delle principali piazze di Tallinn (Vabaduse Väljak, in italiano Piazza della Libertà) il memoriale ai caduti della Guerra di indipendenza estone, combattuta nel periodo 1918-1920. Il memoriale include anche la Victory Column, un'altissima colonna monumentale, con in cima la Cross of Liberty (riconoscimento militare estone) e nel mezzo il simbolo della divisione Estland delle Waffen-SS.